# Hilda Margaret Bruce
Hilda Margaret Bruce (ur. 5 kwietnia 1903, zm. 2 listopada 1974) – brytyjska zoolog, najbardziej znana dzięki odkryciu efektu Bruce, reakcji na feromony obserwowanej u wielu gatunków gryzoni.

## Życiorys
Hilda Bruce urodziła się 5 kwietnia 1903 roku. Uczyła się w szkole St Leonards w St Andrews, po czym spędziła rok w Szwajcarii. W 1923 roku rozpoczęła naukę w King’s College for Women, gdzie otrzymała stopień  Bachelor of Science w zakresie nauk domowych i społecznych, i kolejny z fizjologii. Przez jakiś czas uczyła na politechnice w Chelsea. W 1930 Bruce dołączyła do Narodowego Instytutu Badań Medycznych (ang. National Institute for Medical Research, NIMR) w Mount Vernon, Hampstead. Początkowo jej badania dotyczyły witaminy D; ponadto była współautorką pierwszego artykułu dotyczącego rozwoju i rozrodu chomiczków syryjskich. W 1933 roku została zatrudniona przez Towarzystwo Farmaceutyczne, gdzie kontynuowała badania nad witaminą D. W 1941 roku polecono jej ustanowienie laboratorium standaryzacji oleju z wątroby dorsza, na potrzeby hodowli drobiu. W 1944 roku wróciła do NIMR, gdzie tworzyła specjalistyczne diety dla zwierząt laboratoryjnych.
Od początku lat 1950. Bruce skupiła się na zachowaniach seksualnych u gryzoni, w szczególności efekcie Whittena. W 1959 roku opublikowała pracę dokumentującą odkrycie zjawiska obecnie nazywanego efektem Bruce: przerywania ciąży po ekspozycji na zapach obcego samca. Bruce odeszła z NIMR w 1963 roku, ale nadal prowadziła badania naukowe dotyczące składników odżywczych, rozwoju i feromonów w Zakładzie Medycyny Badawczej w Cambridge. Pracowała w zakładzie do 1973 roku. W późniejszych latach, Bruce poruszała się głównie na wózku inwalidzkim, od 1942 roku będąc dotknięta zaostrzającym się reumatoidalnym zapaleniem stawów.

## Narodowy Instytut Badań Medycznych
Bruce brała udział w wyizolowaniu czystej witaminy D w 1931 roku, a następnie pracowała w dziale standardów biologicznych, określając stabilność tej substancji. W tym czasie pracowała także z Kennethem Callowem w zakładzie fizjologii, farmakologii i biochemii, badając efekt leczniczy witaminy D u szczurów z krzywicą.

## Efekt Bruce
Od 1950 roku Bruce badała zachowania seksualne u laboratoryjnych myszy, skupiając się na synchronizacji rui. W jednym z eksperymentów umieszczała niedawno pokryte ciężarne samice myszy w towarzystwie samców, które nie były ojcami. Zaobserwowała, że w rezultacie wzrosła liczba poronień, a samice ponownie zachodziły w ruję i parzyły się z nowym partnerem. Częstość poronień nie wzrastała, kiedy ciężarne myszy były połączone z niedojrzałym lub wykastrowanym samcem. Zjawisko występowało także wtedy, gdy samica nie miała kontaktu wzrokowego lub akustycznego z samcem, a jedynie zapachowy.
Alan Parkes, który zwerbował ją do NIMR w 1944 roku pomógł jej przeprowadzić wstępne ustalenia, które ostatecznie doprowadziły do odkrycia tego zjawiska.